# Kachchhi-Sindhit
Le Kachchhi-Sindhit est une race de chevaux originaire du Gujarat état de l'ouest de l'Inde. Il est caractérisé par son profil de tête convexe et ses oreilles incurvées. 

## Histoire
Cette race a été caractérisée très récemment, par ICAR-National Bureau of Animal Genetic Resources, à Karnal. D'après The Times of India, sa reconnaissance est officialisée le 4 août 2018 ; il s'agit de la seule race de chevaux indienne dont le biotope est le désert.

## Description
Il présente un profil de tête nettement convexe, ou profil romain. Les oreilles sont incurvées, mais ne se touchent pas l'une et l'autre. Le dos est court. Les paturons sont courts.
La robe est très généralement baie, plus rarement alezane,.
Le Kachchhi-Sindhit est célèbre pour son allure nommée localement Rewal chal.
Una analyse génétique comparée avec le Kathiawari et le Marwari montre que le Kachchhi-Sindhit est un peu éloigné génétiquement de ces deux dernières races.

## Utilisations
Il sert de cheval de bât et de traction légère, transportant diverses marchandises dont du fourrage et des matériaux de construction bruts. Ils sont aussi montés, notamment en sport équestre et en safaris.
Ce cheval a sans doutes été croisé avec le Kathiawari et le Marwari.

## Diffusion de l'élevage
Cette race est propre à la région du Nord-Ouest de l'Inde, près de la frontière avec le Pakistan. Il s'agit d'une des trois races de chevaux reconnues dans le Gujarat. 
En 2018, la population est estimée à environ 4 000 sujets.